# 安图路
安图路是中華人民共和國上海市杨浦区一條西北-東南走向道路，道路西北起自松花江路，東南至长白路，全长840米，宽16.2米，车行道宽10米。道路名稱來自吉林安圖縣。道路於1952年、1956年、1986年三次修建。道路沿途有上海市楊浦區中心醫院以及上海理工大學附屬小學。